# خرسانة مسلحة

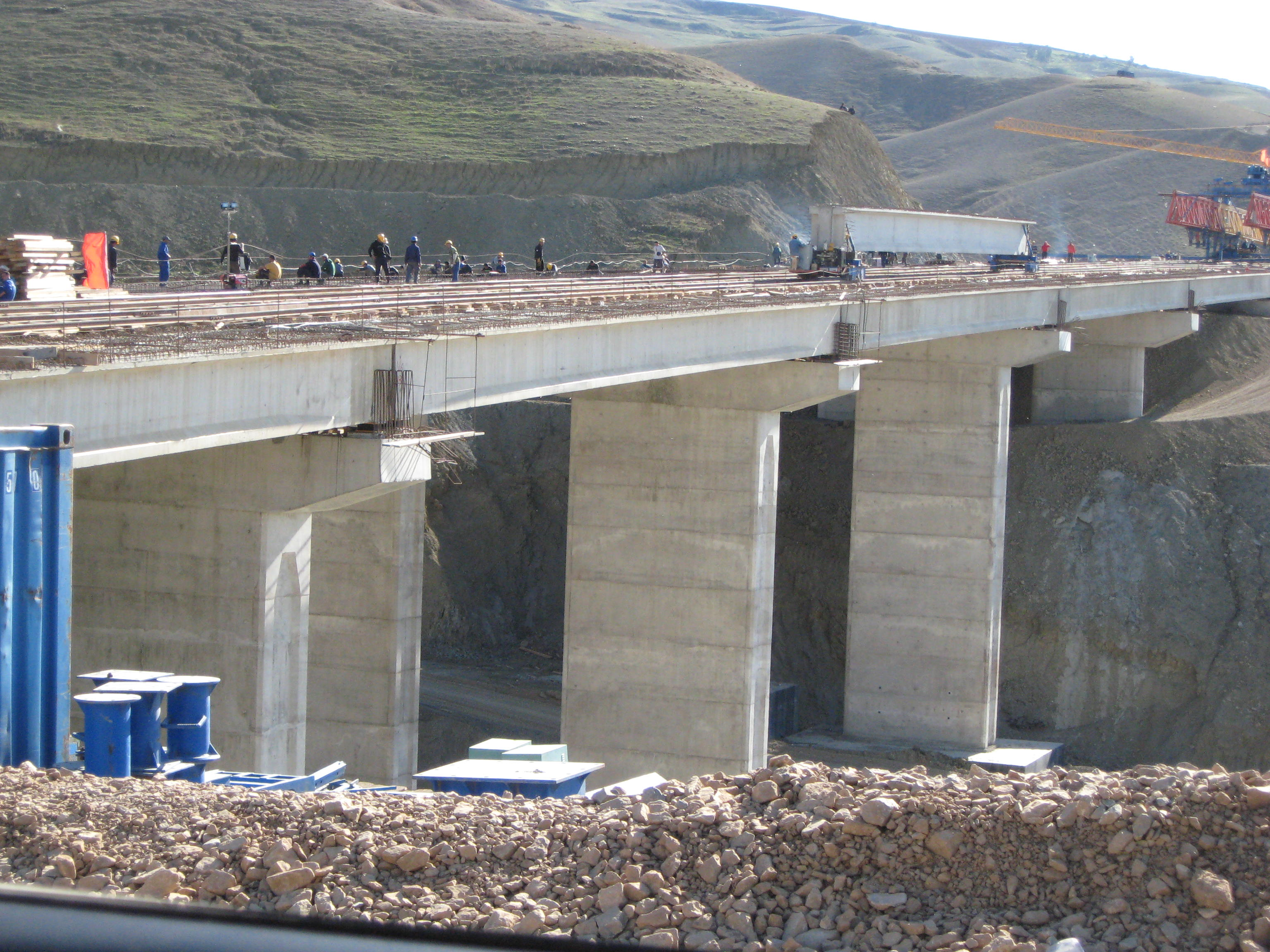
جسر من الخرسانة المسلحة على الطريق السيار شرق-غرب بالجزائر.

ابتدأ استعمال الخرسانة المسلحة في حوالي عام 1900، حيث استعملت في اطارات وحوائط وارضيات المبانى المختلفة، والخرسانة المسلحة هي خرسانة عادية مضافا إليها الحديد ويسمى حديد التسليح، تتحمل الخرسانة قوى الضغط بشكل جيد جدا لكنها ضعيفة جدا امام قوى الشد لذلك يضاف الفولاذ لقدرته على تحمل قوى الشد ونادراً ما يوضع الفولاذ للقيام بمقاومة قوى الضغط.

## خواصالخرسانةومميزاتها
1. تتميز الخرسانة بمقاومتها العالية للانضغاط لكنها لا تستطيع تحمل قوى الشد العالية.[3]
2. تظهر تماسكا قويا مع اسطح الأسياخ الحديدية وعلى ذلك فإن الخرسانة تنقل إجهادات الشد الزائدة والتي لا تستطيع مقاومتها بنفسها إلى الأسياخ الحديدية الذي يتميز بمقاومته العالية للشد.
3. معامل التمدد الطولى للخرسانة Coefficient of Linear Expansion ومعامل التمدد الطولى للحديد يعتبروا قريبين من بعض ولذلك فإن الإجهادات الداخلية في الخرسانة المسلحة لا تظهر نتيجة تغيرات درجات الحرارة.
4. الأسمنت يحمى الحديد من الصدأ وفي نفس الوقت لا يتفاعل معه.
5. تعيش الخرسانة المسلحة مدة طويلة
6. مقاومةالحشرات والديدان والسوس.
7. سهولة تشكيلها وقلة تكاليف صيانتها واقتصاديتها على المدى البعيد.

## لمحة تاريخية

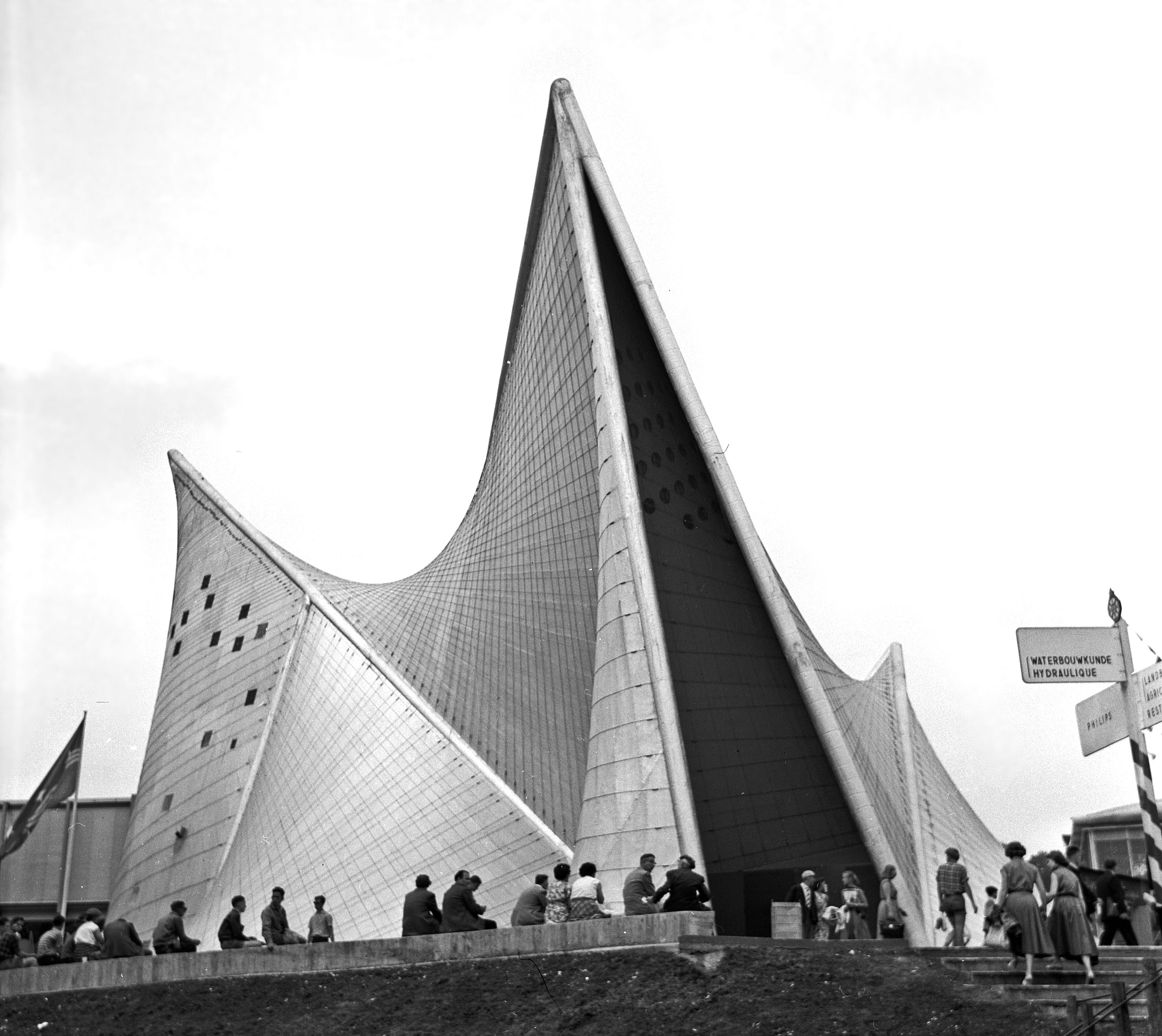
جناح فيليبس في معرض اكسبو 1958

الخرسانة مع بوزلان وجير عادي كلاصق مشترك، كانت تستخدم من قبل الرومان القدماء باسم betunium.
هناك أيضا أمثلة نادرة من قضبان برونزية وضعت في كتلة خرسانية، ورتبت بطريقة بديهية، والتي لا يمكن أن نعتبرها خرسانة مسلحة. وعلاوة على ذلك، اختلاف الامتداد الحراري بين المادتين ينتج تشقق.
اختراع الخرسانة المسلحة عموما يعزى ذلك إلى الاكتشاف العرضي للبستاني الباريسي جوزيف منير: في محاولة لإنتاج أواني الزهور، لاحظ أن القفص المعدني الذي يستخدم لاحتجاز وتشكيل الاسمنت، يظهر خاصية عدم الانفصال بسهولة عن الخرسانة. في تموز / يوليو 16، 1867 قدم منير أول براءة اختراع لإنتاج أواني الزهور.
على مدى السنوات التالية للحصول على براءات اختراع الأنابيب والخزانات والعقدات المسطحة والمنحنية، والسلالم الخ. هذه البراءات لها بالفعل جميع المفاهيم الرئيسية للخرسانة المسلحة.
قبل أن يتم استخدامها في مجالات البناء والخرسانة المسلحة كانت تستخدم في الصناعة البحرية. المحامي الفرنسي لامبوت (Lambot) بنى قارب صغير بهيكل معدني مغطى بالخرسانة، والذي اثار جدلا كبيرا في المعرض العالمي في باريس 1855. في عام 1890 كابيليني (Gabellini) الإيطالي بدأ ببناء سفن بالخرسانة.
للتأكيد، الرومان لم يستخدموا الاسمنت بل الجير من الهاون. يُحصل على الاسمنت عن طريق طهي الطين والحجر الجيري بدرجات حرارة عالية (أكثر من 1300 (أكثر من 1300 درجة)، ولم يكون من الممكن الحصول عليها من قبل الرومان. في واقع الأمر" اخترعت "في النصف الثاني من عام 1800 من قبل الإنجليزية جوزيف اسبدين (Joseph Aspdin). بإضافة الماء والرمل والحصى يتم الحصول على الخرسانة. الخرسانة المسلحة، الذي يبدو أنه قد تم اختراعه من قبل جوزيف منير، تصب الخرسانة داخل أقفاص مصنوعة من المعدن والتي اظهر ان لها خاصية الاندماج والتصلب بشكل جيد. لذلك تقاوم بشكل جيد سواء قوة السحب (من الحديد) أو الضغط (من الخرسانة)، والتي الجدران الحجرية ليست قادرة على فعل ذلك. أول من استخدمها في البناء كان الإنجليزي وليام ويلكنسون (William Wilkinson)، في عام 1854، ولكن أول مصمم استخام الخرسانة بشكل رئيسي كان أوجوست بيريه (Auguste Perret).

## تسليح عناصر الإنشاءات الخرسانية
يجب معرفة وضع وتوزيع قضبان وشبكات التسليح في المكان الصحيح وذلك حسب نوع الإجهادات المؤثرة على الخرسانة. يوضع التسليح في الأماكن التي تكون بها إجهادات شدّ لأن الخرسانة ليس لها القدرة الكافية على تحمل هذه الإجهادات ولكن عندها القدرة الكبيرة على تحمُّل إجهادات الضّغْط. وعلى المهندس المصمم والقائم بإنجاز مُخَططات التسليح أن يكون عنده الإلمام التام عن مسار القوى والإجهادات في أعضاء المبنى.
هناك نوعين من التسليح:
1. التسليح الذي يتم استنتاجه عن طريق الحسابات الستاتيكية مثل: تسليح الانحناء تسليح الضّغط تسليح القصّ تسليح قصّ الثّقْب.
2. التسليح الإضافي وهو التسليح الذي لايتم حسابه بالطرق والقوانين الستاتيكية والذي يجب وضعه في الأعضاء الإنشائيّة لتفادي الشروخ والانحناء الكبير والتشكّل مثل: تسليح الانكماش تسليح التشقّق تسليح أطراف البلاطات التسليح حول الفتحات في البلاطات التسليح حول الثقوب في الجوائز (الكمرات).

تسليح الجائز ذو بحر واحد تحت تأثير الأحمال المطبقة على الجائز يحدث هناك انحناء. مقدار الانحناء يتعلق من مقدار الحمولة ومن أبعاد القاطع العرضيّ للجائز وخاصة ارتفاع الجائز. فكلّما كان الارتفاع كبيراً كلّما قلّ الانحناء.
نتيجة لهذا الانحناء تكون الألياف العليا للجائز مضغوطة والألياف السفلى مشدودة. أي أنه يتولد نوعين من الإجهادات: إجهاد الضغط في الأعلى إجهاد الشّد في الأسفل الخرسانة تقوم بتحمُّل إجهاد الضّغط أما إجهاد الشّد فيؤخذ من التسليح الذي يجب وضعه في منطقة الشّد.
التسليح الرئيسيّ يجب أن يوضع في أسفل الجائز. ويمكن أن يتم تدريج التسليح بشكل مكافئ لمنحنى عزوم الانحناء وهذا يعني أنه في وسط بحر الجائز يكون عزم الانحناء أكبر مايمكن لذالك يجب تسليح هذه المنطقة بكثافة. أما باتّجاه أطراف الجائز فتكون العزوم صغيرة لذلك من الممكن وضع تسليح أقلّ. هذه الطريقة تستخدم فقط عندما تكون الجوائز طويلة المجاز لتوفير الحديد. كما أنّ جزء من التسليح الرئيسيّ يجب أن يكون واصلاً إلى المساند وأن يتعدى نقط الارتكاز وهذا يَحْصَل حسب الكودات المعتمدة.
أما بالنسبة إلى قوى القصّ فينتج عنها شروخ مائلة وتكون كثيرة في مناطق الارتكاز ويجب منع تكوُّن هذه الشروخ أو على الأقل تصغيرها إلى الحدّّ المعتمد به بوضع كانات أو قضبان مكسّحة.